# ケイジ・サコダ
ケイジ・サコダ（Ryan Keiji Sakoda、1972年12月31日 - 2021年9月2日）は、アメリカ合衆国のプロレスラーである。身長183cm、体重109kg。
叔父にロス疑惑で捜査官を務めた元検事のジミー佐古田がいる。

## 経歴
主に米インディー団体で活動し経験を積む。2000年前後、WWEで前座番組であるHEAT、METALにジョバーとして出場していた。日本ではZERO-ONEを主戦場としていたが、2003年にWWEと契約。その際、リングネームをライアン・サコダと変更。
2003年10月19日に行われたSmackDown!のPPV、「No Mercy」においてアキオと共にタジリのクルーザー級王座防衛戦に乱入、タジリの勝利をアシストする。その後、アキオと共にタジリの子分として正式にWWEへと登場、ヒールのタッグチーム「兄弟」を結成する。タジリとは有楽町の飲み屋で意気投合した悪友、というギミックでの登場であった。
「兄弟」としての活動は短く、基本的にはタジリ、アキオのサポート役であった。3人で組んで試合に出場したのは一度のみである。タジリがドラフトでRAWに移籍した後は全く出番を与えられず、まもなくWWEから解雇された。その後はアルティメット・プロ・レスリングに所属していた。
2021年9月2日、死去。48歳没。

## 得意技
ローリング・エルボー
ベア・ハッグ

## タイトル歴
EWF
- EWF 王座